# Nishitōkyō (Tokio)
Nishitōkyō (西東京市 Nishitōkyō-shi?) es una ciudad ubicada en Tokio Occidental, la parte occidental de la Metrópolis de Tokio, Japón.  Fue fundada el 21 de enero de 2001 tras la fusión de las ciudades de Hoya y Tanashi. Su nombre traducido al español significa "Tokio Oeste" ya que se ubica justamente al oeste de los 23 barrios de Tokio.
Al 1 de marzo de 2007 tenía una población de 191.927 habitantes y una densidad de 12.108,58 personas por km². Su extensión es de 15.85 km².